# 日本獨立行政法人列表
本篇列出日本的獨立行政法人。
此外，獨立行政法人分為中期目標管理法人、國立研究開發法人、行政執行法人三種。行政執行法人的役員、職員為國家公務員。

## 列表
以下列出2020年4月1日的87個獨立行政法人。87個獨立行政法人中，7個屬於行政執行法人（職員屬國家公務員），27個屬於國立研究開發法人，53個屬於中期目標管理法人（職員非公務員）。表格省略開頭的「獨立行政法人」、「國立研究開發法人」。未註記類別的是中期目標管理法人。
國庫支出欄為0代表未接受國家資金，而是依靠獨立資金來源運作（獨立採算制）。但國家可能因業務產生支出。例如對造幣局要求製造貨幣。預算除了營運費還會加上設施整備費。大學入試中心的營運費雖未在預算上，但依然有大學改革等推進補助金支出，這些都未包含在預算中。此外，日本醫療研究開發機構所由內閣府管轄，但營運費歸在文部科學省預算內。表內大多是列出一般會計預算，但也有部分機構有加上特別會計預算。預算資料出自令和2年度一般會計預算令和2年度特別会計予算
| 所管       | 名稱                                         | 類型             | 國庫支出（2020年最初預算） | 官方网站 |
| 內閣府     | 國立公文書館                                 | 行政執行法人     | 23億6,501萬9千日圓         |          |
| 內閣府     | 北方領土問題對策協會                         | -                | 13億3,312萬9千日圓         |          |
| 內閣府     | 日本醫療研究開發機構                         | 國立研究開發法人 | 59億2,493萬1千日圓         |          |
| 消費者廳   | 國民生活中心                                 | -                | 31億2,034萬3千日圓         |          |
| 總務省     | 情報通信研究機構                             | 國立研究開發法人 | 279億4,000萬日圓           |          |
| 總務省     | 統計中心                                     | 行政執行法人     | 8,6億36,51萬3千日圓        |          |
| 總務省     | 郵便貯金簡易生命保險管理、郵便局網路支援機構 | -                | -                          |          |
| 外務省     | 國際協力機構                                 | -                | 1510億6,481萬6千日圓       |          |
| 外務省     | 國際交流基金                                 | -                | 126億7,219萬2千日圓        |          |
| 財務省     | 酒類總合研究所                               | -                | 9億6,499萬6千日圓          |          |
| 財務省     | 造幣局                                       | 行政執行法人     | -                          |          |
| 財務省     | 國立印刷局                                   | 行政執行法人     | -                          |          |
| 文部科學省 | 國立特別支援教育總合研究所                   | -                | 11億279萬6千日圓           |          |
| 文部科學省 | 大學入試中心                                 | -                | -                          |          |
| 文部科學省 | 國立青少年教育振興機構                       | -                | 85億7,107萬9千日圓         |          |
| 文部科學省 | 國立女性教育會館                             | -                | 5億2,534萬日圓             |          |
| 文部科學省 | 國立科學博物館                               | -                | 27億3,175萬9千日圓         |          |
| 文部科學省 | 物質、材料研究機構                           | 國立研究開發法人 | 137億8,727萬2千日圓        |          |
| 文部科學省 | 防災科學技術研究所                           | 國立研究開發法人 | 76億897萬6千日圓           |          |
| 文部科學省 | 量子科學技術研究開發機構                     | 國立研究開發法人 | 218億7,005萬2千日圓        |          |
| 文部科學省 | 國立美術館                                   | -                | 75億5,226萬5千日圓         |          |
| 文部科学省 | 國立文化財機構                               | -                | 86億3,326萬2千日圓         |          |
| 文部科學省 | 教員研修中心                                 | -                | 12億1,495萬4千日圓         |          |
| 文部科學省 | 科學技術振興機構                             | 國立研究開發法人 | 1,002億7,198萬4千日圓      |          |
| 文部科學省 | 日本學術振興會                               | -                | 265億6,708萬日圓           |          |
| 文部科學省 | 理化學研究所                                 | 國立研究開發法人 | 535億4,928萬4千日圓        |          |
| 文部科學省 | 宇宙航空研究開發機構                         | 國立研究開發法人 | 1,184億4,719萬3千日圓      |          |
| 文部科學省 | 日本體育振興中心                             | -                | 195億7,008萬1千日圓        |          |
| 文部科學省 | 日本藝術文化振興會                           | -                | 105億9,978萬5千日圓        |          |
| 文部科學省 | 日本學生支援機構                             | -                | 156億5,147萬7千日圓        |          |
| 文部科學省 | 海洋研究開發機構                             | 國立研究開發法人 | 318億4,341萬8千日圓        |          |
| 文部科學省 | 國立高等專門學校機構                         | -                | 623億3,038萬1千日圓        |          |
| 文部科學省 | 大學改革支援、學位授予機構                   | -                | 22億7,582萬2千日圓         |          |
| 文部科學省 | 日本原子力研究開發機構                       | 國立研究開發法人 | 1,321億346萬3千日圓        |          |
| 厚生勞動省 | 醫藥基盤、健康、營養研究所                   | 國立研究開發法人 | 38億4,742萬日圓            |          |
| 厚生勞動省 | 勞動者健康安全機構                           | -                | 112億1,773萬日圓           |          |
| 厚生勞動省 | 勤勞者退職金共濟機構                         | -                | 3,020萬日圓                |          |
| 厚生勞動省 | 高齡、障害、求職者雇用支援機構               | -                | 712億1,585萬6千日圓        |          |
| 厚生勞動省 | 福祉醫療機構                                 | -                | 19億5,024萬3千日圓         |          |
| 厚生勞動省 | 國立重度知的障害者總合設施希望之園           | -                | 13億310萬9千日圓           |          |
| 厚生勞動省 | 勞動政策研究、研修機構                       | -                | 26億692萬1千日圓           |          |
| 厚生勞動省 | 國立醫院機構                                 | -                | 150億4,154萬2千日圓        |          |
| 厚生勞動省 | 醫藥品醫療機器總合機構                       | -                | 22億6,508萬9千日圓         |          |
| 厚生勞動省 | 地域醫療機能推進機構                         | -                | -                          |          |
| 厚生勞動省 | 年金積立金管理運用                           | -                | -                          |          |
| 厚生勞動省 | 國立癌症研究中心                             | 國立研究開發法人 | 64億5,909萬7千日圓         |          |
| 厚生勞動省 | 國立循環器病研究中心                         | 國立研究開發法人 | 39億8,446萬1千日圓         |          |
| 厚生勞動省 | 國立精神、神經醫療研究中心                   | 國立研究開發法人 | 40億2,034萬9千日圓         |          |
| 厚生勞動省 | 國立國際醫療研究中心                         | 國立研究開發法人 | 58億7,000萬5千日圓         |          |
| 厚生勞動省 | 國立成育醫療研究中心                         | 國立研究開發法人 | 31億9,1121千日圓           |          |
| 厚生勞動省 | 國立長壽醫療研究中心                         | 國立研究開發法人 | 29億7,226萬日圓            |          |
| 農林水產省 | 農林水產消費安全技術中心                     | 行政執行法人     | 68億7,317萬8千日圓         |          |
| 農林水產省 | 家畜改良中心                                 | -                | 70億2,523萬2千日圓         |          |
| 農林水產省 | 水產研究、教育機構                           | 國立研究開發法人 | 171億2,251萬8千日圓        |          |
| 農林水產省 | 農業、食品產業技術總合研究機構               | 國立研究開發法人 | 556億3,139萬5千日圓        |          |
| 農林水產省 | 國際農林水產業研究中心                       | 國立研究開發法人 | 35億4,561萬8千日圓         |          |
| 農林水產省 | 森林研究、整備機構                           | 國立研究開發法人 | 104億6,275萬5千日圓        |          |
| 農林水產省 | 農畜產業振興機構                             | -                | 26億5,322萬7千日圓         |          |
| 農林水產省 | 農業者年金基金                               | -                | 34億1,000萬9千日圓         |          |
| 農林水產省 | 農林漁業信用基金                             | -                | -                          |          |
| 經濟產業省 | 經濟產業研究所                               | -                | 17億5,000萬8千日圓         |          |
| 經濟產業省 | 工業所有權情報、研修館                       | -                | 121億6,402萬7千日圓        |          |
| 經濟產業省 | 產業技術總合研究所                           | 國立研究開發法人 | 623億8,711萬4千日圓        |          |
| 經濟產業省 | 製品評價技術基盤機構                         | 行政執行法人     | 73億3,401萬4千日圓         |          |
| 經濟產業省 | 新能源產業技術綜合開發機構                   | 國立研究開發法人 | 1,589億1,026萬3千日圓      |          |
| 經濟產業省 | 日本貿易振興機構                             | -                | 253億8,888萬7千日圓        |          |
| 經濟產業省 | 情報處理推進機構                             | -                | 131億4,671萬5千日圓        |          |
| 經濟產業省 | 石油天然氣、金屬礦物資源機構                 | -                | 195億8,753萬9千日圓        |          |
| 經濟產業省 | 中小企業基盤整備機構                         |                  | 190億7,641萬日圓           |          |
| 國土交通省 | 土木研究所                                   | 國立研究開發法人 | 86億6,728萬4千日圓         |          |
| 國土交通省 | 建築研究所                                   | 國立研究開發法人 | 17億7,899萬1千日圓         |          |
| 國土交通省 | 海上、港灣、航空技術研究所                   | 國立研究開發法人 | 51億9,309萬7千日圓         |          |
| 國土交通省 | 海技教育機構                                 | -                | 70億9,324萬6千日圓         |          |
| 國土交通省 | 航空大學校                                   | -                | 26億3,662萬日圓            |          |
| 國土交通省 | 自動車技術總合機構                           | -                | 32億3,282萬7千日圓         |          |
| 國土交通省 | 鐵道建設運輸施設整備支援機構                 | -                | 2億6,385萬7千日圓          |          |
| 國土交通省 | 國際觀光振興機構                             | -                | 151億5,985萬2千日圓        |          |
| 國土交通省 | 水資源機構                                   | -                | -                          |          |
| 國土交通省 | 汽車事故對策機構                             | -                | 73億5,002萬9千日圓         |          |
| 國土交通省 | 機場周邊整備機構                             | -                | -                          |          |
| 國土交通省 | 都市再生機構                                 | -                | -                          |          |
| 國土交通省 | 奄美群島振興開發基金                         | -                | -                          |          |
| 國土交通省 | 日本高速道路保有、債務償還機構               | -                | -                          |          |
| 國土交通省 | 住宅金融支援機構                             | -                | -                          |          |
| 環境省     | 國立環境研究所                               | 國立研究開發法人 | 163億694萬日圓             |          |
| 環境省     | 環境再生保全機構                             | -                | 68億3,044萬6千日圓         |          |
| 防衛省     | 駐留軍等勞動者勞務管理機構                   | 行政執行法人     | 33億3,904萬8千日圓         |          |
| 合計       |                                              |                  | 1兆4,603億3,7161萬5千日圓  |          |

## 已廢除的獨立行政法人
- 獨立行政法人消防研究所
  - 2006年4月1日解散。消防研究所所掌業務轉由消防廳消防大學校新設立之消防研究中心負責。
  - 元々、消防庁の施設等機関だった消防研究所が独法化して発足したが、独立行政法人整理合理化の中で、旧科学技術庁系の独立行政法人防災科学技術研究所との統合、非公務員型への移行（非公務員化）が提示されたのを回避するための措置。
- 獨立行政法人通觀情報處理中心
  - 2008年10月1日解散。業務轉由新設立之輸出入、港灣關連情報處理中心株式会社（特殊会社）負責。
- 獨立行政法人國立奧林匹克紀念青少年總合中心
  - 2006年4月1日與獨立行政法人國立青年之家、獨立行政法人國立少年自然之家整合成立獨立行政法人國立青少年教育振興機構。另再成立國立奧林匹克紀念青少年總合中心。
- 獨立行政法人國立青年之家
  - 2006年4月1日與獨立行政法人國立奧林匹克紀念青少年總合中心、獨立行政法人國立少年自然之家整合成立獨立行政法人國立青少年教育振興機構。另再成立國立青少年交流之家。
- 獨立行政法人國立少年自然之家
  - 2006年4月1日獨立行政法人國立奧林匹克紀念青少年總合中心、獨立行政法人國立青年之家整合成立獨立行政法人國立青少年教育振興機構。另再成立國立青少年自然之家。
- 獨立行政法人媒體教育開發中心
  - 2009年4月1日解散。一部分業務轉移至放送大學學園。
- 獨立行政法人國立國語研究所
  - 2009年10月1日解散。隔日，大學共同利用機關法人人間文化研究機構設立。
- 獨立行政法人國立博物館
  - 2007年4月1日與獨立行政法人文化財研究所整合成立獨立行政法人國立文化財機構。
- 獨立行政法人文化財研究所
  - 2007年4月1日與獨立行政法人國立博物館整合成立獨立行政法人國立文化財機構。
- 獨立行政法人產業安全研究所
  - 2006年4月1日與獨立行政法人產業醫學總合研究所整合成立獨立行政法人勞動安全衛生總合研究所。
- 獨立行政法人產業醫學總合研究所
  - 2006年4月1日與獨立行政法人產業安全研究所整合成立獨立行政法人勞動安全衛生總合研究所。
- 獨立行政法人雇用、能力開發機構
  - 2011年10月1日解散。主要設施與業務交由獨立行政法人高齢、障害、求職者雇用支援機構管理執行，一部分業務移轉給獨立行政法人勤勞者退職金共濟機構和都道府縣勞動局。
- 獨立行政法人農業、生物系特定產業技術研究機構
  - 2006年4月1日與獨立行政法人農業工學研究所、獨立行政法人食品總合研究所整合成立獨立行政法人農業、食品產業技術總合研究機構。
- 獨立行政法人農業工學研究所
  - 2006年4月1日與獨立行政法人食品総合研究所、獨立行政法人農業、生物系特定產業技術研究機構整合成立獨立行政法人農業、食品產業技術總合研究機構。
- 獨立行政法人食品總合研究所
  - 2006年4月1日與獨立行政法人農業工学研究所、獨立行政法人農業、生物系特定產業技術研究機構整合成立獨立行政法人農業、食品產業技術總合研究機構。
- 獨立行政法人農業者大學校
  - 2006年4月1日解散。農業者大學校所掌業務由獨立行政法人農業、生物系特定產業技術研究機構繼承。
- 獨立行政法人さけ･ます資源管理中心
  - 2006年4月1日與獨立行政法人水產總合研究中心整合。
- 獨立行政法人林木育種中心
  - 2007年4月1日與獨立行政法人森林総合研究所整合。
- 獨立行政法人農林水產消費技術中心
  - 2007年4月1日與獨立行政法人肥飼料檢查所、獨立行政法人農薬檢查所整合，轉移至獨立行政法人農林水產消費安全技術中心。
- 獨立行政法人肥飼料檢查所
  - 2007年4月1日與獨立行政法人農薬檢查所、獨立行政法人農林水産消費技術中心整合成立獨立行政法人農林水産消費安全技術中心。
- 獨立行政法人農藥檢查所
  - 2007年4月1日與獨立行政法人肥飼料檢查所、獨立行政法人農林水産消費技術中心整合成立獨立行政法人農林水産消費安全技術中心。
- 獨立行政法人綠資源機構
  - 2008年4月1日解散。綠資源機構所掌業務中的水源林造成事業、特定中山間保全整備事業與農用地總合整備事業移交獨立行政法人森林總合研究所。緑資源機構所掌業務中的海外農業開發業務移交獨立行政法人國際農林水産業研究中心。
- 獨立行政法人北海道開發土木研究所
  - 2006年4月1日與獨立行政法人土木研究所整合。舊建設省的舊獨立行政法人土木研究所改成「筑波中央研究所」，舊北海道開發廳的舊獨立行政法人北海道開發土木研究所改為「寒地土木研究所」。
- 獨立行政法人海員學校
  - 2006年4月1日與獨立行政法人海技大學校整合成立獨立行政法人海技教育機構。
- 獨立行政法人海技大學校
  - 2006年4月1日與獨独立行政法人海員學校整合成立獨立行政法人海技教育機構。

## 其他
獨立行政法人通則法（平成11年法律第103號）之規定部分準用，符合獨立行政法人營運的法人：
- 國立大學法人
- 大學共同利用機關法人
- 日本司法支援中心
- 日本私立學校振興、共濟事業團

## 備註
1. ↑  量子科學技術研究開發機構、日本原子力研究開發機構、労動政策研究、研修機構是一般會計加上特別會計。
2. ↑  　勤勞者退職金共濟機構、工業所有權情報、研修館、自動車技術總合機構、自動車事故對策機構、水產研究、教育機構、產業技術總合研究所、國際觀光振興機構
3. ↑  令和2年度一般会計予算PDF 財務省
4. ↑  令和2年度特別会計予算PDF 財務省　勤労者退職金共済機構、

## 外部連結
- 獨立行政法人 （页面存档备份，存于）總務省
- 独立行政法人一覧（平成21年10月1日現在）PDF - 總務省
- 獨立行政法人一覧 （页面存档备份，存于）（總務省行政評價局）